# 고바야시 잇사
고바야시 잇사(일본어: 小林一茶, 1763년 6월 15일 ~ 1828년 1월 5일)는 에도 시대 일본의 하이쿠 시인(하이진)이다.
본명은 고바야시미타로(小林弥太郎), 배호(俳号)를 잇사(一茶)라 하였다.